# پل زمان‌خان

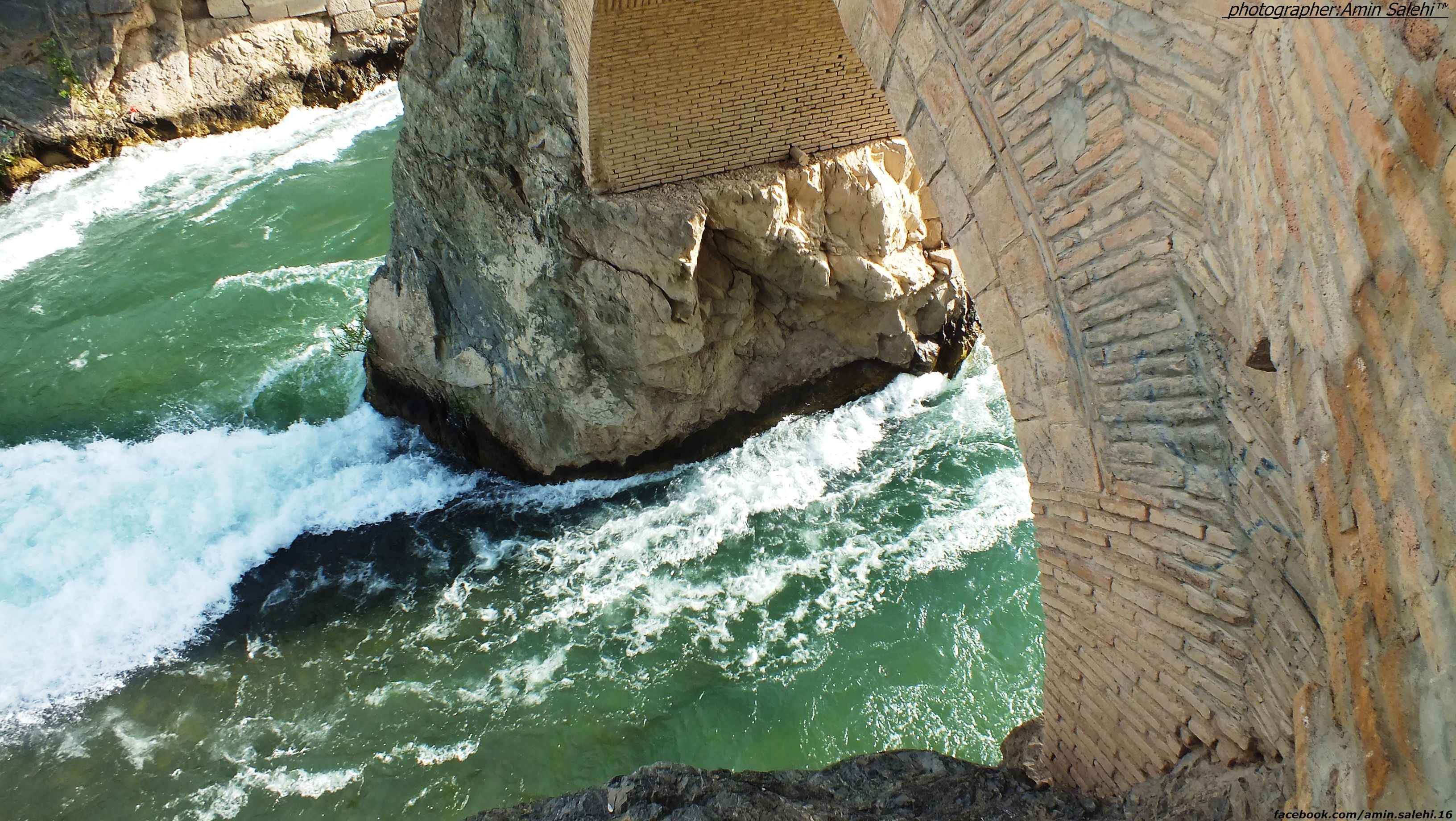
پل زمان خان

پُل تاریخی زمانخان سامان از آثار تاریخی چهارمحال و بختیاری در ۲۱ کیلومتری شهرکرد و پنج کیلومتری شهر سامان در حاشیه رودخانه زاینده‌رود واقع شده که با شماره ۱۷۴۴ در فهرست آثار ملی ایران به ثبت رسیده است. بنای این پُل متعلق به دوره صفویه در زمان یکی از رؤسای طوایف قشقایی به‌نام «زمانخان نفر» بوده که دستور ساخت آن را داده است. پُل تاریخی زمانخان سامان بر روی رودخانه زاینده‌رود به‌صورت دو دهنه طاق قوسی به طول ۲۲ متر، عرض پنج متر و ارتفاع ۱۳ متر در سال ۱۰۲۲ هجری قمری ساخته شده است.

## مرمت و بازسازی
پل زمان خان سه بار یکی در سال ۱۲۰۲ توسط کارگزاران حکومت صفوی، بار دوم توسط خوانین روستای ایلبیگی در سال ۱۳۲۹ هجری قمری و بار سوم در سال ۱۳۲۱ شمسی به وسیله [رئیسعلی رئیسیان] از خوانین قریه ایل بیگی به‌طور کامل تعمیر و مرمت شد. استحکام این پل با احداث دیوار سنگی در طرفین آن، دو چندان شد.

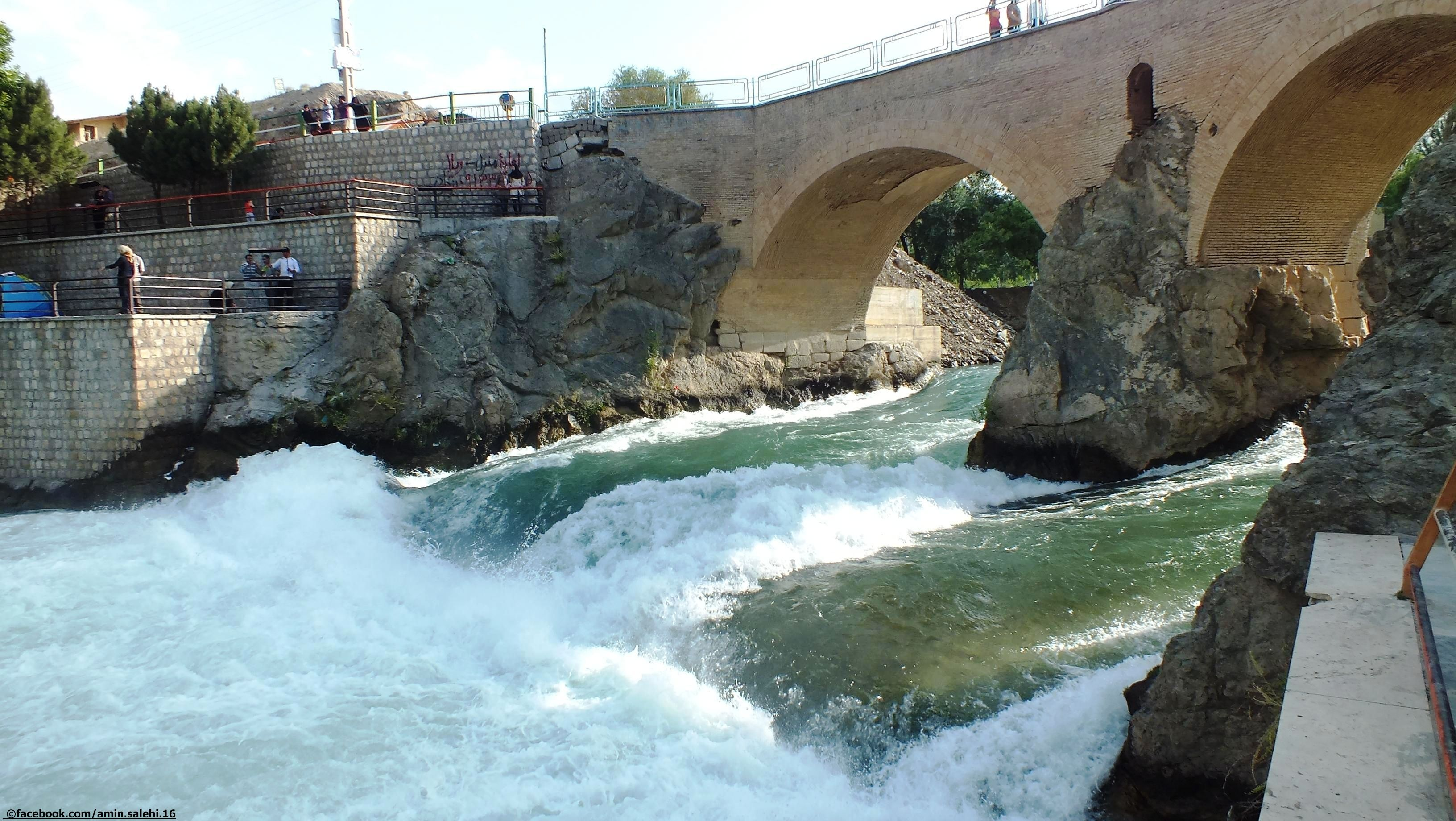
پل زمان خان - تابستان ۱۳۹۲

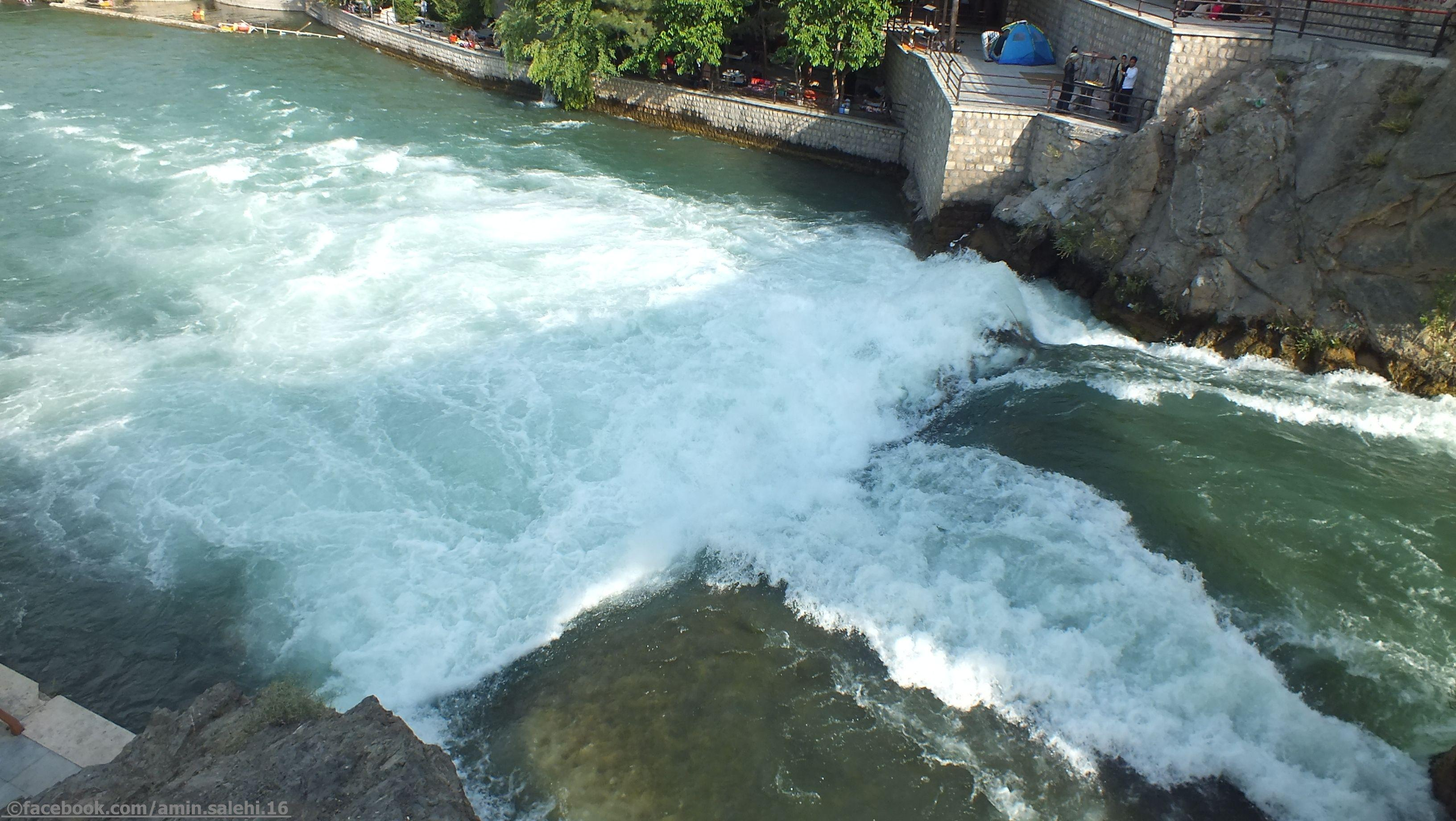
نمای سر پایین از روی پل به خروجی آب از پل تابستان ۱۳۹۲

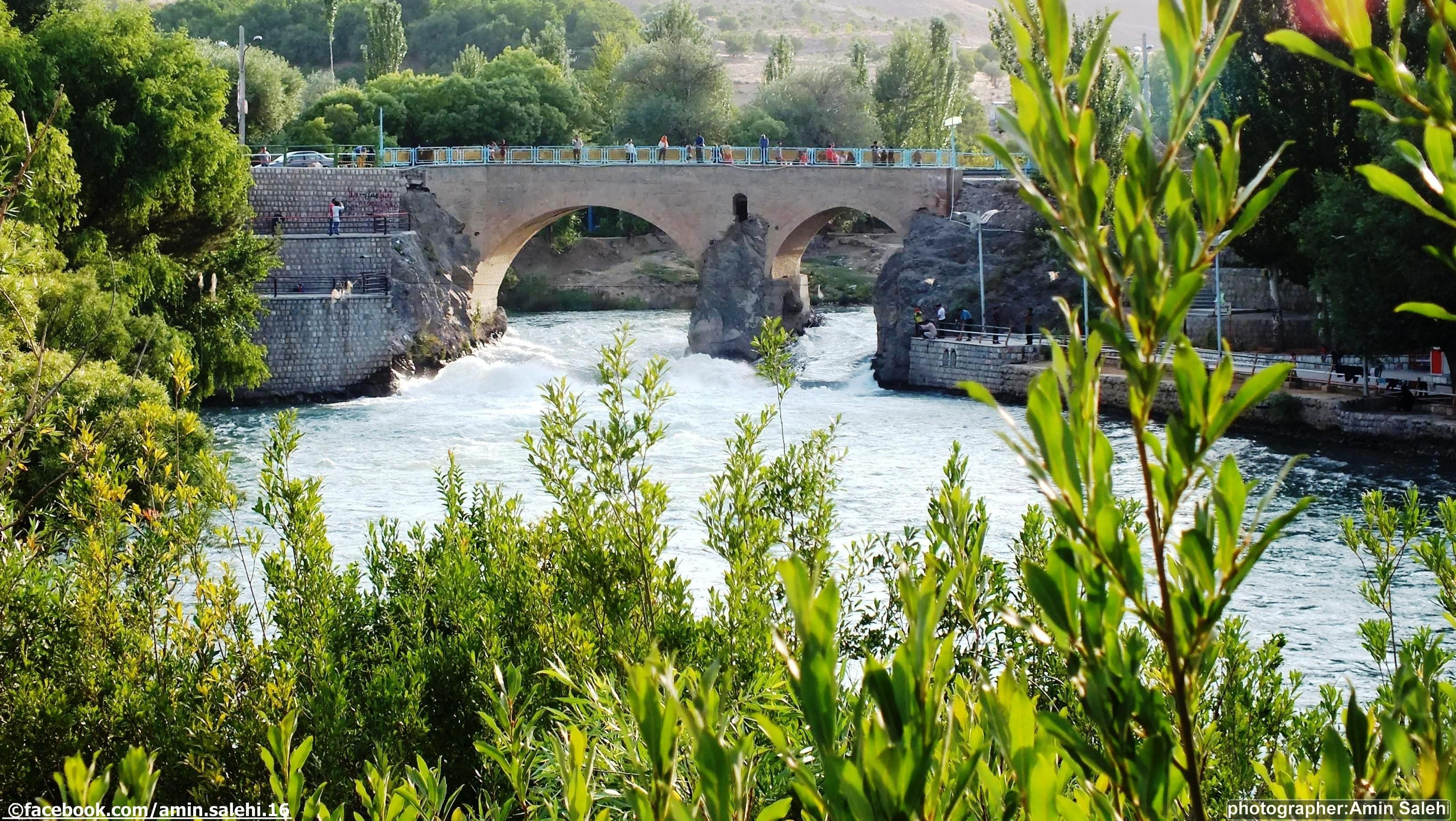
نمای روبرویی از پل زمان خان تابستان ۱۳۹۲